# Tortus incongruens
Tortus incongruens är en djurart som tillhör fylumet slemmaskar, och som först beskrevs av Korotkevich 1977.  Tortus incongruens ingår i släktet Tortus och familjen Emplectonematidae. Inga underarter finns listade i Catalogue of Life.